# Liste der Kulturdenkmäler in Sarmersbach
In der Liste der Kulturdenkmäler in Sarmersbach sind alle Kulturdenkmäler der rheinland-pfälzischen Ortsgemeinde Sarmersbach aufgeführt. Grundlage ist die Denkmalliste des Landes Rheinland-Pfalz (Stand: 17. Juli 2023).

## Einzeldenkmäler
| Bezeichnung                           | Lage                              | Baujahr | Beschreibung                          | Bild                           |
| ------------------------------------- | --------------------------------- | ------- | ------------------------------------- | ------------------------------ |
| Katholische Filialkirche St. Nikolaus | Hauptstraße 10 Lage               | 1788    | zweiachsiger Saalbau, bezeichnet 1788 | weitere Bilder Fotos hochladen |
| Wegekreuz                             | Hauptstraße, Ecke Bergstraße Lage | 1762    | Schaftkreuz, Basalt, bezeichnet 1762  | weitere Bilder Fotos hochladen |